# Max Bielschowsky

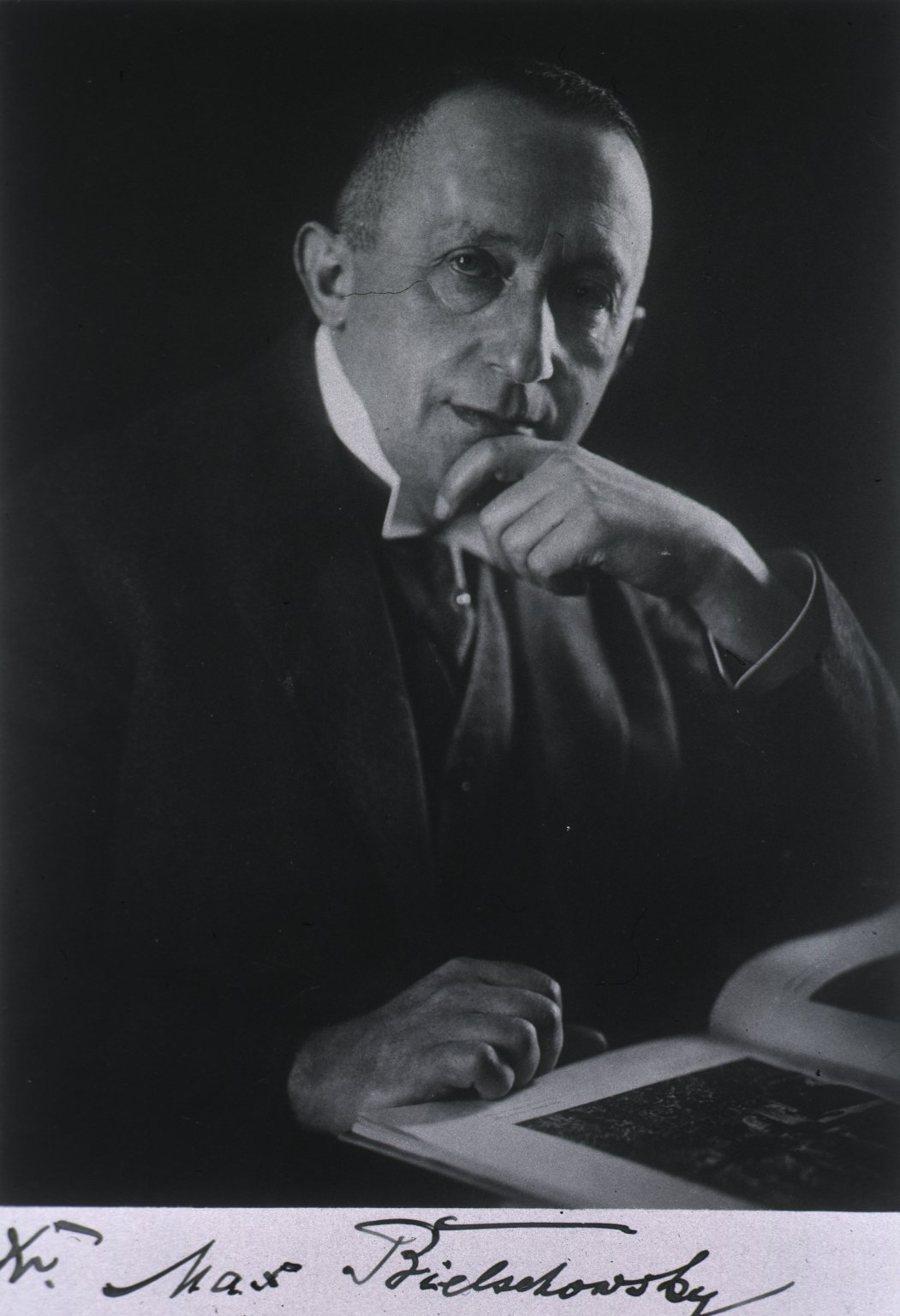
Max Bielschowsky

Max Bielschowsky (* 20. Februar 1869 in Breslau; † 15. August 1940 in Hendon, London) war ein deutscher Neuropathologe.

## Leben
Bielschowsky studierte in Breslau, Berlin und München Medizin, wo er 1893 promoviert wurde. Danach war er am Senckenberg Pathologischen Institut tätig. Von 1896 bis 1904 arbeitete er bei Emanuel Mendel in Berlin sowie im Anschluss bis 1933 bei Oskar Vogt auf dem Gebiet der Neurobiologie. Als Mitarbeiter von Vogt war er zunächst am neurobiologischen Labor der Berliner Universität tätig. 1919 wechselte er zum 1914 gegründeten Kaiser-Wilhelm-Institut für Hirnforschung das von Oskar Vogt und seiner Frau Cécile Vogt geleitet wurde. Hier wurde er Leiter der histologischen Abteilung und 1925 zum Wissenschaftlichen Mitglied der Kaiser-Wilhelm-Gesellschaft ernannt, was er bis 1934 blieb. 1933 musste er aufgrund der antisemitischen Bestimmungen des Gesetzes zur Wiederherstellung des Berufsbeamtentums das KWI für Hirnforschung verlassen. Nach Stationen in Utrecht (1934) und Madrid (1935) kehrte Bielschowsky 1936 wieder nach Berlin zurück. 1939 ging er nach London, wo er ein Jahr später an einem Schlaganfall starb.
Bielschowsky ist bekannt aufgrund seiner Arbeiten zur Tuberösen Sklerose, über Blindheit, zu Parkinson, Huntington und Myotonia congenita Thomsen. Nach ihm ist die Jansky-Bielschowsky-Krankheit (siehe Neuronale Ceroid-Lipofuszinose) benannt.
Die Bielschowsky-Färbung ist eine Färbemethode in der Histologie. Mit dieser historisch wichtigen Versilberungstechnik können Nervenzellen sowie senile Plaques und fibrilläre Ablagerungen bei der Alzheimer-Krankheit dargestellt werden.

## Werke
- Die Silberimprägnation der Achsencylinder. In: Neurologisches Zentralblatt. Leipzig, 1902, Band 21, S. 579–84 und Neurologisches Zentralblatt. Leipzig, 1903, Band 22, S. 997–1006
- Allgemeine Histologie und Histopathologie des Nervensystems. In: Max Lewandowsky (Hrsg.): Handbuch der Neurologie. Band 1, Berlin 1910.
- Herpes Zoster. In: Max Lewandowsky (Hrsg.): Handbuch der Neurologie. Band 5, Berlin 1910.
- Über spätinfantile familiäre amaurotische Idiotie mit Kleinhirnsymptomen. In: Deutsche Zeitschrift für Nervenheilkunde. 1914, Band 50, S. 7–29